# はくばく
株式会社はくばくは、山梨県に本社を置く食品メーカー。社名は「白麦」の意。
大麦・玄米・雑穀などの穀物を加工した商品を幅広く展開している。中央市へ本社移転する前の2010年辺りまで南湖工場内に飼料事業部として家畜用飼料の製造もしていた。
また、経済産業省によって2022、2023、2024年度に健康経営優良法人に認定されている。

## 沿革
- 1941年 - 峡南精米株式会社として設立。
- 1942年 - 戦時統制により精米事業を分離、峡南精麦株式会社に変更。
- 1952年 - 社名を峡南精麦製粉株式会社に変更。
- 1957年 - 社名を白麦米株式会社に変更。
- 1992年 - 社名を1986年から愛称として使われていた現社名に変更。
- 2006年 - ロゴをハート型より五穀をイメージしたものに変更。
- 2012年 - 荻窪にある関東支社を箱崎に移転させ東京本社とし、山梨本社との2本社体制に移行する。
- 2015年 - 中央市の旧パイオニア山梨工場を購入し、山梨本社を移転。富士川町の旧本社は本店に移行。
- 2019年 - キユーピーから富士吉田キユーピー株式会社株式49％を取得[3]。
- 2021年 - キユーピーから富士吉田キユーピー株式51%を取得し、富士吉田キユーピーを完全子会社化。同時に富士吉田キユーピーの商号を株式会社はくばく富士吉田へ変更[4][5]。

## 事業所・工場一覧
営業所
- 山梨本社（山梨県中央市）
- 東京本社（東京都江東区）
- 本店（山梨県南巨摩郡富士川町）
- 北海道営業所（北海道札幌市白石区）
- 東北営業所（宮城県仙台市宮城野区）
- 東海営業所 （愛知県名古屋市千種区）
- 関西営業所（大阪府大阪市淀川区）
- 中四国営業所（広島県広島市東区）
- 九州営業所（福岡県福岡市中央区）

工場
- 中央工場（山梨県中央市）
- 富士川工場（山梨県南巨摩郡富士川町）
- 富士吉田工場（山梨県富士吉田市）
- 東京本社（東京都中央区）
- 南湖工場（山梨県南アルプス市）
- 甲西工場（山梨県南アルプス市）
- オーストラリア工場（オーストラリア、ビクトリア州バララット）

## 関連企業
- はくばく富士吉田
- 霧しな
  - 1992年8月設立。蕎麦の通信販売を行なっている。本社所在地は長野県木曽郡木曽町開田高原西野5227-121。

## 主力商品
- 骨太家族（麦を丹念に磨いたものにカルシウムを添加した商品）
- 十六穀ごはん（大麦、小豆、黒米、もちあわ等16種類の穀物をブレンドした商品）
- 麦割（麦を脱穀してパック詰めした商品。押麦、胚芽押麦、米粒麦などがある）
- 初釜（自社で精製した小麦粉を使用した極細うどん）
- 絹の食卓（素麺、冷や麦。またパッケージにはテレビアニメ「はなかっぱ」のキャラクターが描かれている）
- 麦茶（香ばし麦茶、丸粒麦茶などがある。）

かつては即席めん（怪物製作所ブランドのカップ焼きそばなど）も製造販売していた。

## エピソード

### ヴァンフォーレ甲府との関係
2000年に山梨県唯一のプロチームであるJリーグ・ヴァンフォーレ甲府（以下、甲府）が経営危機に陥り、就任したばかりの海野一幸社長(当時)はスポンサーを獲得するため県内の企業を回っていた。その結果中小企業などによるサポート体制は確立していったものの肝心の胸に入れるユニフォームスポンサーが決まらずにいた。そこで2001年のシーズン開幕が間近になったある日、海野社長ははくばくを訪れて長澤社長に胸部分のスポンサーを要請する。これに対しラグビー経験者であり、スポーツに関して理解のある長澤社長は経営危機であり、年間数千万と言われる広告料に対しての費用対効果が未知数であったのにもかかわらずスポンサーになることを承諾した。甲府としては2年ぶりの、Jリーグ参入後初めての胸スポンサーとしてユニフォームの胸部分に「はくばく」の文字が挿入された。
この年甲府は3年連続最下位になるものの目標を達成し2002年以降の存続が決定、はくばくの胸スポンサーも順調に継続されると思われていた。
しかしその直後、はくばくの本社工場で火災が発生する。焼失した部分は生産ラインには影響がなかったため生産は継続できたものの、2002年以降のスポンサー継続が危ぶまれる事態に陥ってしまう。はくばくの撤退により甲府は再び経営が危ぶまれると思われたが、この話を聞いた甲府サポーターが立ち上がり、はくばく商品を積極的に購入する運動を展開する。この甲府サポーターの行動に心を動かされた長澤社長は2002年以降の胸スポンサー継続を表明した。
その後もはくばくはスポンサーを継続し、2007年と2008年は背中に移動したが、2009年より再び胸スポンサーになっている。また自社が運営するネット通販においても甲府が勝利した場合、得点差によって最大3割引のキャンペーンを行なっていた（現在はとりやめている）。
（出典:ビジネスジャンプ増刊BJ魂31号「ヴァンフォーレ甲府の奇跡・再生」 より）

### その他
映画「ALWAYS 三丁目の夕日」に出てくる路面電車にはくばくの車外広告が映っている（但し現社名の「はくばく」ではなく当時の社名である「白麦米株式会社」である）。